# هايدي بيري
هايدي بيري (بالإنجليزية: Heidi Berry)‏ هي مغنية مؤلفة أمريكية، ولدت في 8 ديسمبر 1958 في بوسطن في الولايات المتحدة.

## وصلات خارجية
- هايدي بيري على موقع ميوزك برينز (الإنجليزية)
- هايدي بيري على موقع ديسكوغز (الإنجليزية)